# LORA (misil)

LORA ("Long Range Attack") es un Misil cuasi-balístico de teatro de operaciones producido en Israel.La existencia del misil fue revelada por primera vez a principios de noviembre de 2003 cuando una prueba de lanzamiento secreta sobre el mar se transmitió accidentalmente por una red internacional de satélites y se detectó en todo el Medio Oriente. 
Tiene un alcance de 400 kilómetros (250 millas) y un CEP de 10 metros (33 pies) cuando usa una combinación de GPS y TV para guiado final.
Puede ser lanzado desde el interior de un contenedor y también desde tierra.
En 2018, se ofreció para la venta a las Fuerzas de Defensa de Israel, pero aún no se ha tomado una decisión sobre la compra.[cita requerida]
Los principales competidores de LORA son el ATACMS de Estados Unidos , los rusos Iskander y Yakhont y el chino WS-3.

## Posibles usuarios
En junio de 2016, Azerbaiyán informó que adquirirá misiles LORA en respuesta al suministro de misiles Iskander a Armenia por parte de Rusia.
A finales de 2016 se informó que las FDI estaba considerando la compra de misiles avanzados LORA y en marzo de 2017 se anunció que Polonia adquiriría una gran cantidad de estos.

## Sistemas comparables
- Predator Hawk
- Hadès
- Nasr
- Oka
- Tochka
- Prahaar
- MGM-140B/E ATACMS
- Iskander
- Fateh-110